# Площадь Ливов
Площадь Ли́вов (латыш. Līvu laukums) в Риге расположена в историческом районе Старый город, между улицами Зиргу, Мейстару и Калькю.

## История
Была устроена в 1950 году (проект П. Селецкого) после сноса разрушенной во время Второй мировой войны городской застройки. Первоначально именовалась «Сквер у филармонии», поскольку выходящее на площадь здание Большой гильдии с 1941 года занимал концертный зал Латвийской филармонии.
В 1974 году площадь была реконструирована по проекту К. Я. Баронса: были разбиты дорожки, оборудованы места отдыха, в центральной части устроен бассейн с фонтаном.
В летнее время выполненный в декоративном стиле газон и брусчатка имитируют волнистую поверхность некогда протекавшей здесь (по линии улиц Мейстару — Калею) реки Риги. В зимнее время на площади заливается каток.
Современное название площадь получила 29 февраля 2000 года. 
Ливы — ныне малочисленный прибалтийско-финский народ, в древности населявший значительную часть территории Латвии.

## Достопримечательности
- Малая гильдия
- Большая гильдия
- «Дом с чёрными котами»
- Ливское божество (копия каменного истукана, найденного в 1851 году на поле недалеко от Саласпилса).